# Quinemurus metamerus
Quinemurus metamerus is een insect uit de familie van de mierenleeuwen (Myrmeleontidae), die tot de orde netvleugeligen (Neuroptera) behoort. 
Quinemurus metamerus is voor het eerst wetenschappelijk beschreven door Krivokhatsky in 1992.